# Hipótesis del bosque oscuro
La hipótesis del bosque oscuro es la idea de que existen muchas civilizaciones alienígenas en todo el universo, pero que son silenciosas y paranoicas. En este marco, se presume que cualquier civilización que navegue por el espacio vería a cualquier otra vida inteligente como una amenaza inevitable, y por lo tanto, destruiría cualquier vida naciente que haga notar su presencia. Como resultado, el espectro electromagnético sería relativamente silencioso, sin evidencia de ninguna vida extraterrestre inteligente, como en un «bosque oscuro»... lleno de «cazadores armados que acechan entre los árboles como un fantasma». La hipótesis fue descrita por el astrónomo y autor David Brin en su resumen de 1983 de los argumentos a favor y en contra de la paradoja de Fermi, para la cual esta hipótesis es una posible solución. El término «hipótesis del bosque oscuro» se aplicó más tarde a este concepto en la novela de ciencia ficción de Liu Cixin de 2008 El bosque oscuro.

## Trasfondo
No hay evidencia confiable o reproducible de que extraterrestres hayan visitado la Tierra. Numerosos proyectos SETI no han detectado ni observado transmisiones o evidencias de vida extraterrestre inteligente de ningún otro lugar del Universo que no sea la Tierra. Esto va en contra del conocimiento de que el Universo está lleno de una gran cantidad de planetas extrasolares, algunos de los cuales, según la ley de probabilidades, tienen condiciones favorables para la vida. La vida típicamente se expande hasta llenar todos los nichos ecológicos disponibles. Estos hechos contradictorios forman la base de la paradoja de Fermi, de la cual la hipótesis del bosque oscuro es una solución propuesta.

## Versión de la novela
En la novela del autor Liu Cixin, el personaje Ye Wenjie presenta la hipótesis del bosque oscuro mientras visita la tumba de su hija. Introduce tres axiomas clave en un nuevo campo que describe como «sociología cósmica»:
1. Supongamos un gran número de civilizaciones distribuidas por todo el universo, del orden del número de estrellas observables. Muchísimos de ellos. Esas civilizaciones constituyen el cuerpo de una sociedad cósmica. La sociología cósmica es el estudio de la naturaleza de esta súper-sociedad[13] (basado en la ecuación de Drake).[9]
2. Supongamos que la supervivencia es la necesidad primaria de una civilización.
3. Supongamos que las civilizaciones se expanden continuamente con el tiempo, pero la materia total del universo permanece constante.

La única conclusión lógica de la aceptación de estos axiomas, dice el personaje, es que cualquier vida inteligente en el universo se enfrentará a todas las demás formas de vida en la lucha por la supervivencia.

## Relación con otras soluciones propuestas para la paradoja de Fermi
La hipótesis del bosque oscuro es distinta de la hipótesis del berserker en que muchas civilizaciones alienígenas aún existirían si se hubieran mantenido en silencio. Puede verse como un ejemplo especial de la hipótesis del berserker, si las «sondas letales berserker» (debido a la escasez de recursos) solo se envían a sistemas estelares que muestran signos de vida inteligente.

## Teoría de juegos
La hipótesis del bosque oscuro es un caso especial del «juego de información secuencial e incompleta» en la teoría de juegos.
En la teoría de juegos, un «juego de información secuencial e incompleta» es aquel en el que todos los jugadores actúan en secuencia, uno tras otro, y ninguno es consciente de toda la información disponible. En el caso de este juego en particular, la única condición para ganar es la supervivencia continua. Una restricción adicional en el caso especial del «bosque oscuro» es la escasez de recursos vitales. El «bosque oscuro» puede considerarse un juego de forma extensiva en el que cada «jugador» posee las siguientes acciones posibles: destruir otra civilización conocida por el jugador, difundir y alertar a otras civilizaciones de la propia existencia, o no hacer nada.